# Powerade
Powerade es una bebida isotónica fabricada por The Coca-Cola Company y actualmente segunda en el mercado mundial de este tipo de bebidas hidratantes de marca.
Fue introducida al mercado en 1988 y más tarde, en 1992, la bebida fue lanzada nacionalmente en los Estados Unidos, llegando a México en 1995 y en 2001, llegó a Colombia.
En 2006, Powerade se convirtió en el nuevo patrocinador de la FIFA.

## Críticas
Al igual que su principal competidor, Gatorade, Powerade se elabora con azúcar, jarabes y sal. Una campaña publicitaria de Powerade declaró que ION4 de Powerade es superior a Gatorade, ya que las afirmaciones hechas por Pepsi, la propietaria matriz de Gatorade, aparentemente eran engañosas y falsas. Los tribunales fallaron a favor de Powerade en agosto de 2016.
Teniendo un alto contenido de azúcar Powerade puede contribuir a la diabetes y al aumento de peso si se combina con otras fuentes de azúcar.
Powerade también está hecho de OGM en ciertos países que están autorizados para hacerlo.

## Competencia
La principal competencia de Powerade es Gatorade comercializado por Quaker Oats Company, una división de PepsiCo. Gatorade, que se comercializó en la Universidad de Florida en 1965, fue la primera bebida deportiva disponible comercialmente en los Estados Unidos. Ahora tiene una participación dominante en el mercado. A partir de 2011, Gatorade tenía una participación de mercado del 70% frente al 28,5% de Powerade.
All Sport es un competidor comercializado por All Sport, Inc. y distribuido por Dr. Pepper Snapple Group. All Sport fue comercializado por PepsiCo hasta 2001, cuando el fabricante de Gatorade, Quaker Oats Company, fue adquirido por PepsiCo. All Sport se vendió a Monarch Beverage Company poco después. Powerade y All Sport se han distribuido a través de sus propios canales de entrega directa en tienda. Posteriormente fue adquirido por Gary Smith, presidente y director ejecutivo de All Sport, Inc. de Austin Texas.
Fuera de Estados Unidos, la bebida energética Lucozade (fabricada desde 1927 por la compañía farmacéutica ahora conocida como GlaxoSmithKline compite con Powerade. La formulación de Lucozade se diferencia en que utiliza principalmente glucosa y contiene cafeína. El competidor más directo de Powerade y Gatorade es Lucozade Sport.

## Ingredientes
Powerade contiene los siguientes ingredientes:
- Agua
- Jarabe de maíz de alta fructosa
- Sal
- Citrato de potasio
- Fenilalanina
- Acetoisobutirato de sacarosa
- Citrato de sodio

- Ácido málico
- Fosfato de potasio
- Vitamina B6
- Vitamina B2
- Azúcar

## Patrocinio
- Powerade es la bebida oficial del Club Universidad de Chile, Manchester United, la selección de fútbol de Paraguay, Club Deportivo Guadalajara, Cruz Azul, Club Tijuana, Club Tigres, FC Mérida, Club Olimpia, Wallabies, los All Blacks, el River Plate de Argentina, Socceroos, la Liga de Fútbol Australiano, la Liga Deportiva Universitaria de Quito, el Independiente de Avellaneda, O'Higgins de Rancagua, la selección de fútbol de Argentina, la selección de fútbol de México, la selección de fútbol de Colombia, la selección de fútbol de Guatemala, la selección de fútbol de El Salvador, la selección de fútbol de Ecuador, la selección de fútbol de Chile, el PGA Tour, la NASCAR, el Equipo Olímpico de Estados Unidos, la selección de fútbol de Perú también la Copa mundial de fútbol y la Eurocopa y muchas otras federaciones olímpicas.

- Juan Martín del Potro, Rogelio Funes Mori, LeBron James, Arturo Vidal, Javier Hernández y Wayne Rooney son algunos de los principales deportistas auspiciados por Powerade.